# Olivia Munchena
Olivia Nyembezi Muchena (18 de agosto de 1964) es una política zimbabuense y exministra de Alta Educación en el Gabinete de Zimbaue. También se desempeñó como ministra de Ciencias y Desarrollo Tecnológico y como ministra de Asuntos de la Mujer.
Estudió para un Doctorado en Educación Extensiva de la Agricultura con una diplomatura en Tecnología y Cambio Social en la Universidad Estatal de Iowa. Durante finales de la década de los 70, fue miembro de la facultad de la Universidad de Zimbabue. Firme seguidora del presidente Robert Mugabe, ha servido para varios puestos en gobierno de Zimbaue, incluyendo en el Ministerio de Agricultura, y en la Oficina del Vicepresidente, donde se involucró en el proceso de reforma de la tierra de Zimbaue. 
Cuando el ZANU-PF-MDC unidad de gobierno nacional hubo jurado el 13 de febrero de 2009, Muchena se convirtió en ministra de Asuntos de las Mujeres.
Contribuyó a la obra "It can only be handled by women" en la antología de 1984 Sisterhood Is Global: The International Women's Movement Anthology, editado por Robin Morgan.